# Gert Lindberg
Gert Lindberg, född 8 juli 1937, död 2 juni 2018 i Stockholm, var en svensk krögare.
Han var direktör på Green Hotel i Tällberg innan han flyttade till Stockholm för att ta över ledningen på Restaurang Jakthornet på Norra Djurgården. I början av 1970-talet startade han egen restaurang i form av Gässlingen på Brännkyrkagatan. Den följdes efter några år av systerrestaurangen Blå Gåsen på Karlavägen 26. Efter att ha arrenderat ut restaurangerna tog han 1989 över driften av Den gyldene freden Han förblev som dess ägare till 2001.